# Viola Onwuliri

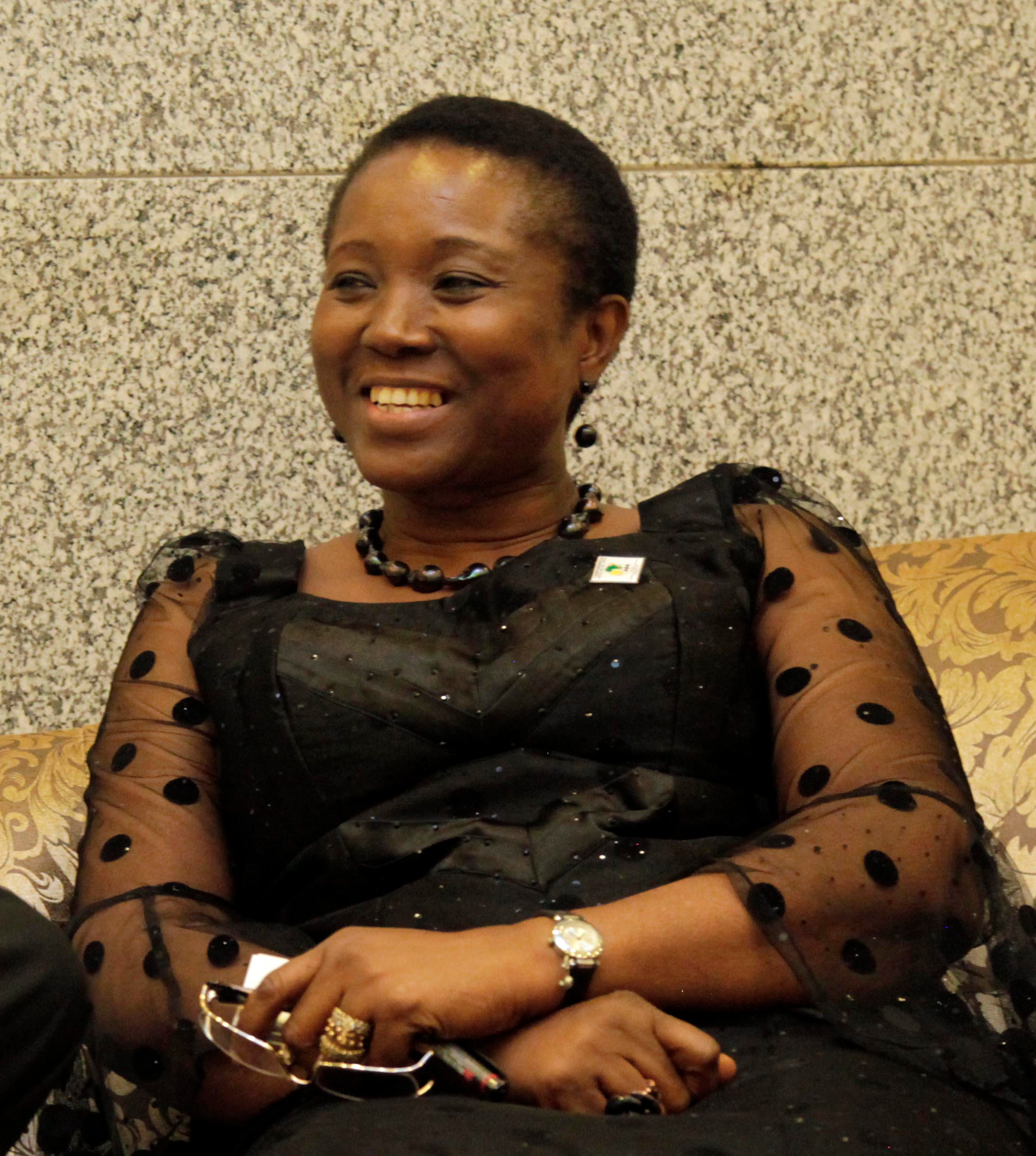
Viola Onwuliri, 2013

Viola Adaku Onwuliri (geboren am 18. Juni 1956 in Lagos, Nigeria) ist eine Professorin für Biochemie und Politikerin. Von 2011 bis 2013 diente Onwuliri als nigerianische Außenministerin.

## Leben
Viola Onwuliri wurde als erste Tochter in die königlichen Familie von Eze Cletus und Ugoeze Dorathy Oparaoji von Amuzi in Ahiazu Mbaise LGA, Imo State in Lagos, hineingeboren.

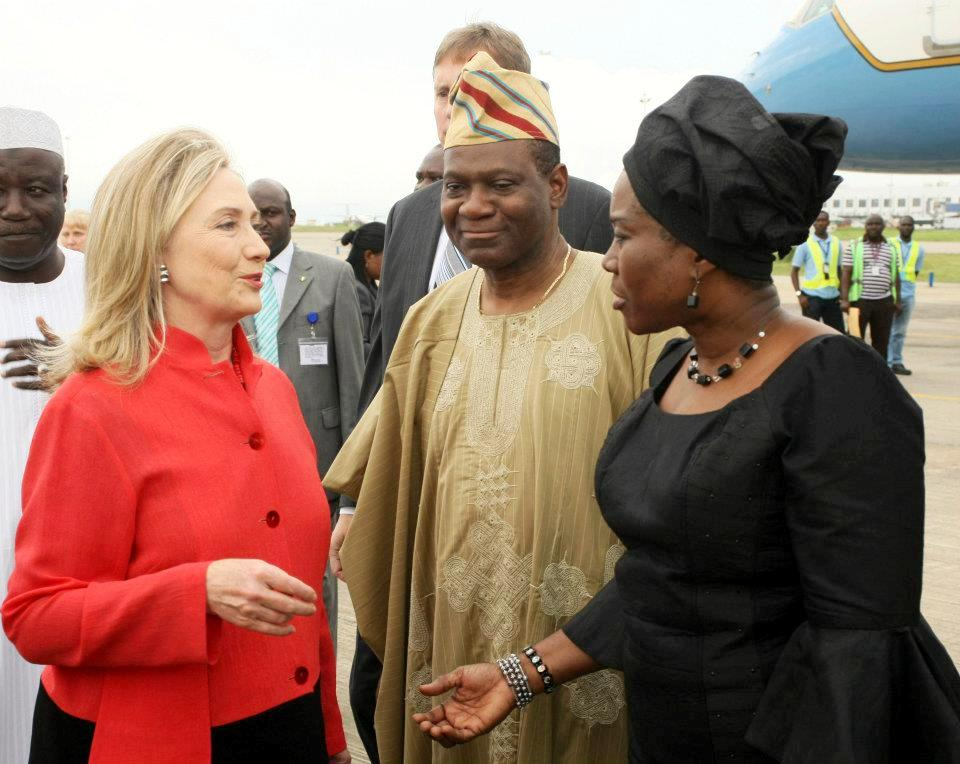
Hillary Clinton wird 2012 von den Außenministern Olugbenga Ashiru und Viola Onwuliri begrüßt

### Wissenschaft
Onwuliri studierte an der University of Nigeria und erreichte dort die zweite Klasse in Biochemie mit dem Abschluss 2:1. Außerdem besuchte sie die University of Jos, erwarb dort einen PGCE, einen MSc in Angewandter Organischer Chemie und einen PhD in molekularer Biochemie. Anschließend absolvierte sie Zertifikatskurse an der Howard University und der Harvard School of Public Health in den USA.
Im Jahr 2004 erhielt sie eine Professur für Biochemie an der Universität Jos im Bundesstaat Plateau. Im selben Jahr wurde Onwuliri als erste afrikanische Frau zum Mitglied der in Genf ansässigen International AIDS Society (IAS) gewählt. So diente sie von 2004 bis 2008 als afrikanische Regionalvertreterin der IAS. 2008 wurde sie für weitere vier Jahre wiedergewählt.
Ihr Mann Celestine Onwuliri, mit dem sie 5 Kinder bekam, starb 2012 bei dem Absturz von Dana-Air-Flug 992, bei dem insgesamt über 150 Menschen ums Leben kamen. Zu Lebzeiten war er Vizekanzler der Federal University of Technology Owerri (FUTO).

### Politik
Später wurde sie Bundesministerin in ihrer eigenen Partei und machte Schlagzeilen, als sie am 17. Oktober 2013 die nigerianische Delegation anführte. Nigeria gewann nur zwei Jahre nach Ausscheiden aus dem Rat bei einer globalen Wahl den Sitz des Sicherheitsrats der Vereinten Nationen (UNSC). Dies war erst für ca. 10 Jahre später erwartet worden. So leitete Nigeria den Rat vom 1. Januar 2014 bis 31. Dezember 2015.
Im Jahr 2011 forderte Onwuliri öffentlich den sofortigen Rücktritt des libyschen Machthabers Muammar al-Gaddafi und erklärte, dass der libysche Rebellenrat das libysche Volk am besten repräsentiere.
Im selben Monat besuchte sie als Außenministerin den Schauplatz des Bombenanschlags der Vereinten Nationen in Abuja, bei dem mehr als 20 Menschen ums Leben kamen. Sie wurde mit den Worten zitiert: „Dies ist kein Angriff auf Nigeria, sondern auf die Weltgemeinschaft. Ein Angriff auf die Welt.“
Als Ehefrau des verstorbenen Vizekanzlers von FUTO und Gründerin und Präsidentin der FUTO Women's Association (FUTOWA) (2006–2011), spielte sie eine entscheidende Rolle bei der Schaffung von Arbeitsplätzen, der Entwicklung von FUTO durch FUTOWA einschließlich der Schaffung von Kinderbetreuungseinrichtungen für Mitarbeiter, Mitarbeiterinnen und Studierenden, der Einrichtung eines Kinderentwicklungszentrums und der Erhöhung des Status von Frauen in FUTO.
Ende 2013 sorgte sie als Außenministerin für Aufsehen, als sie den damaligen Gouverneur von Imo aufforderte, eine Ausgabenabrechnung über Gelder in Form von Zuweisungen an die Bundesregierung abzugeben, die er im Namen des Staates Imo erhalten hatte, einschließlich Sure-P-Fonds, Erosionsschutz, Hochwassergeld, LGA-Zuweisungen, NDDC-Zuweisungen und anderer Gelder. Als Außenministerin arbeitete sie daran, die Beziehungen zu Nigerianern in der Diaspora wiederherzustellen und zu verbessern, als ersten Schritt zur Schaffung eines Umfelds, das die Beteiligung der Nigerianer in der Diaspora an der Umsetzung der Agenda des Präsidenten und mehr ausländische Direktinvestitionen und ausländische Direktüberweisungen anzieht, die während ihrer Amtszeit auf 8 Milliarden Dollar bzw. 21 Milliarden Dollar stiegen. Zudem setzte sie sich für die Förderung des Respekts und die Verbesserung der Behandlung von Nigerianern in der Diaspora ein und war darüber hinaus die erste amtierende nigerianische Ministerin, die offiziell an der angesehenen historisch schwarzen Universität, der Howard University, empfangen wurde. Vom 11. Juli 2011 bis zum 22. Oktober 2014 war sie nigerianische Außenministerin, bevor sie an das Bildungsministerium wechselte.
2013 gewann sie den Vorsitz des GlobalPOWER Women Network Africa. Später im selben Jahr erhielt sie am 28. November 2013 in Stockholm, Schweden, den European Union Honorary Platinum Leadership Award in Politics.
Onwuliri war Vorsitzende der afrikanisch-kontinentalen Frauengesellschaft SWAAN und arbeitete als Principal Investigator und Projektdirektorin in Partnerschaft mit der Bill and Melinda Gates Foundation. Präsident Goodluck Jonathan versetzte Onwuliri im Oktober 2014 aus dem Außenministerium zum Staatsminister für Bildung, nachdem Ezenwo Nyesom Wike zurückgetreten war.